# Thomas Seitz (Bildhauer)

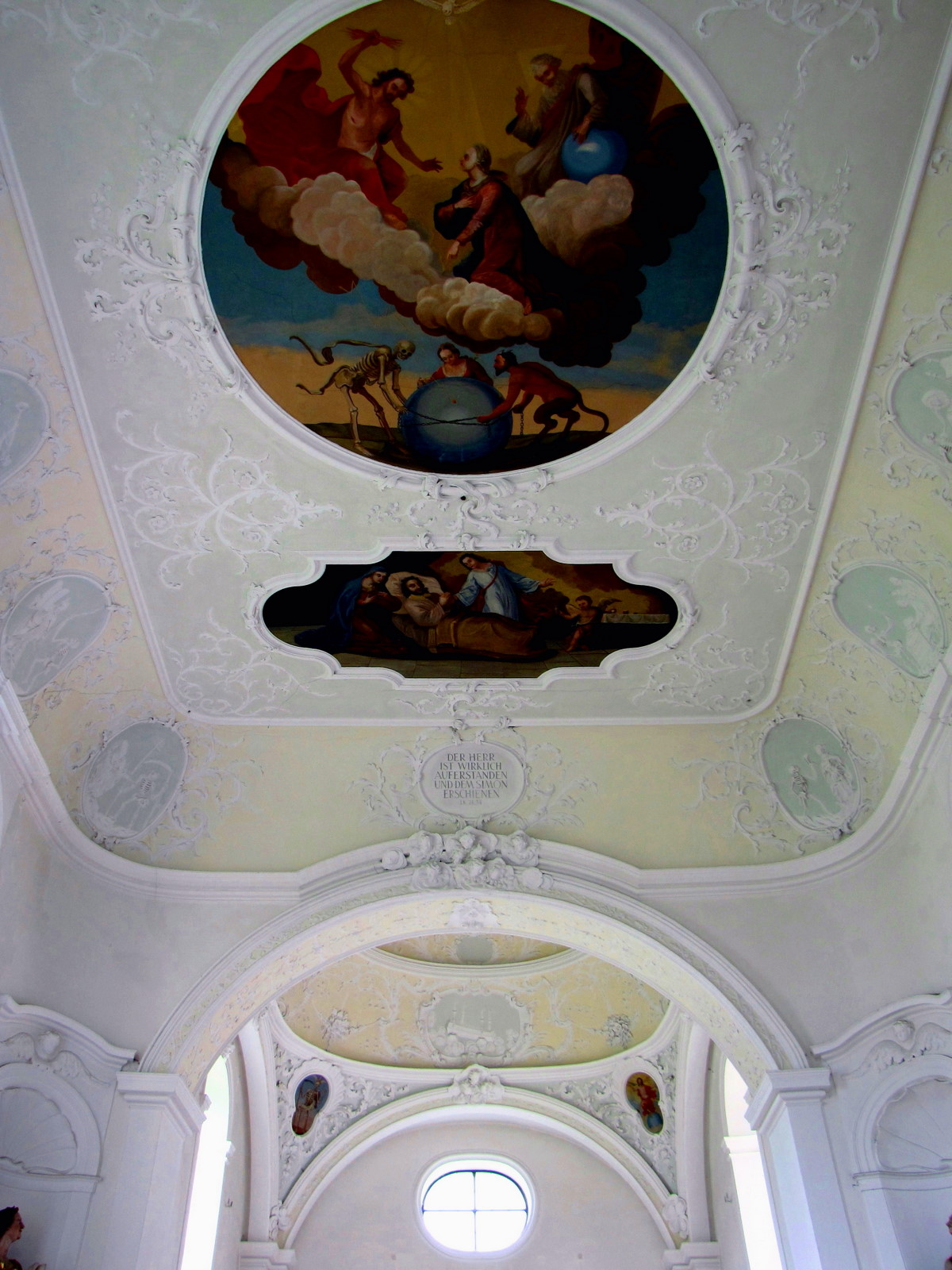
Stuckierung in der Auferstehungskirche in Breitenwang

Thomas Seitz (* 12. August 1683 in Prem; † 24. November 1763 in Kaufbeuren) war ein Barockbildhauer und Stuckator. Rund 30 Jahre lang war er hauptsächlich für das Füssener Kloster St. Mang tätig, so dass ihn Adolf Layer als den „eigentlichen Bildhauer von St. Mang“ bezeichnete.
Auch der Sohn Johann Paul Seitz (* 1714) wurde ein erfolgreicher Bildhauer.

## Leben

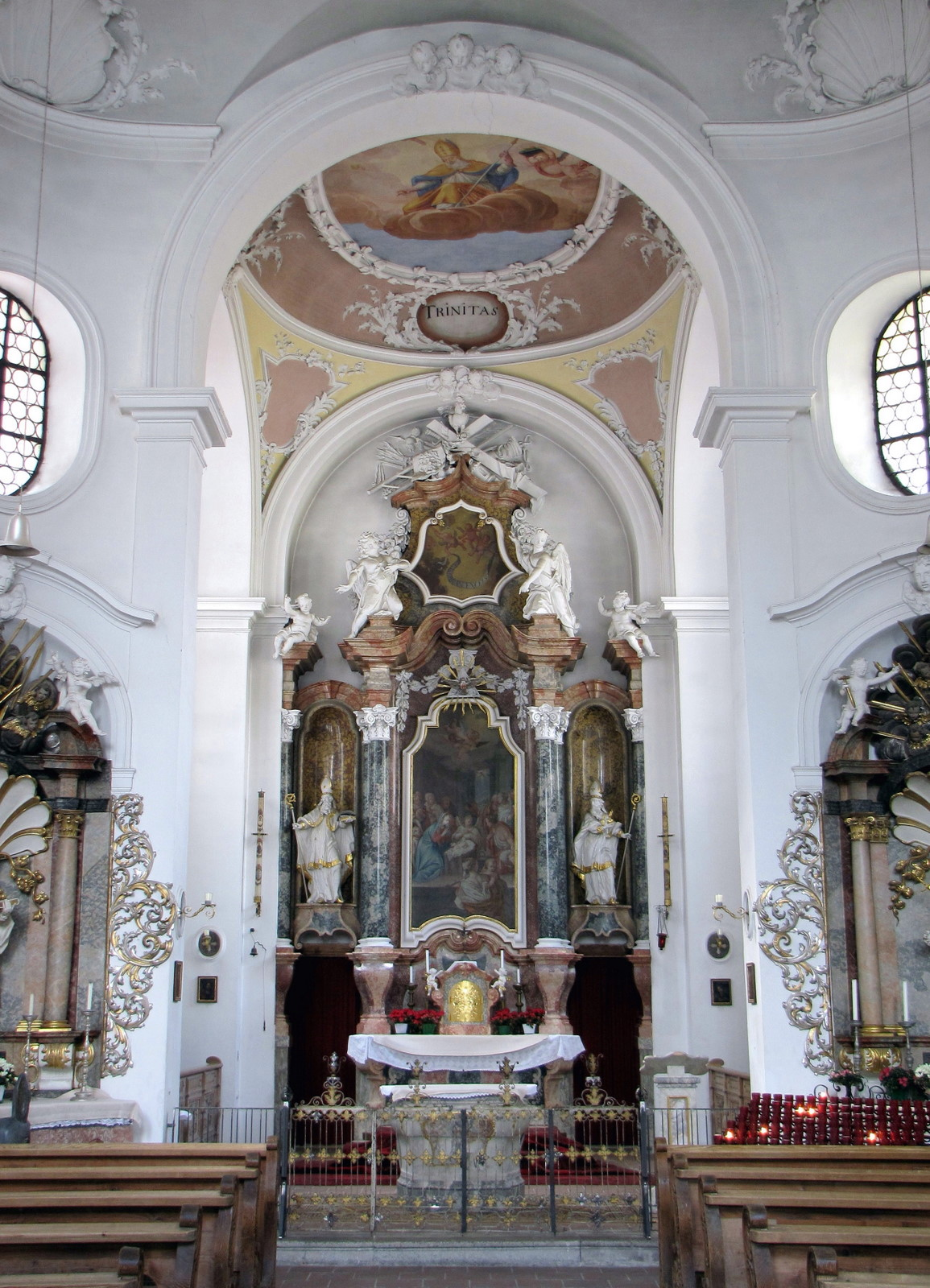
Innenraum der Krippkirche in Füssen

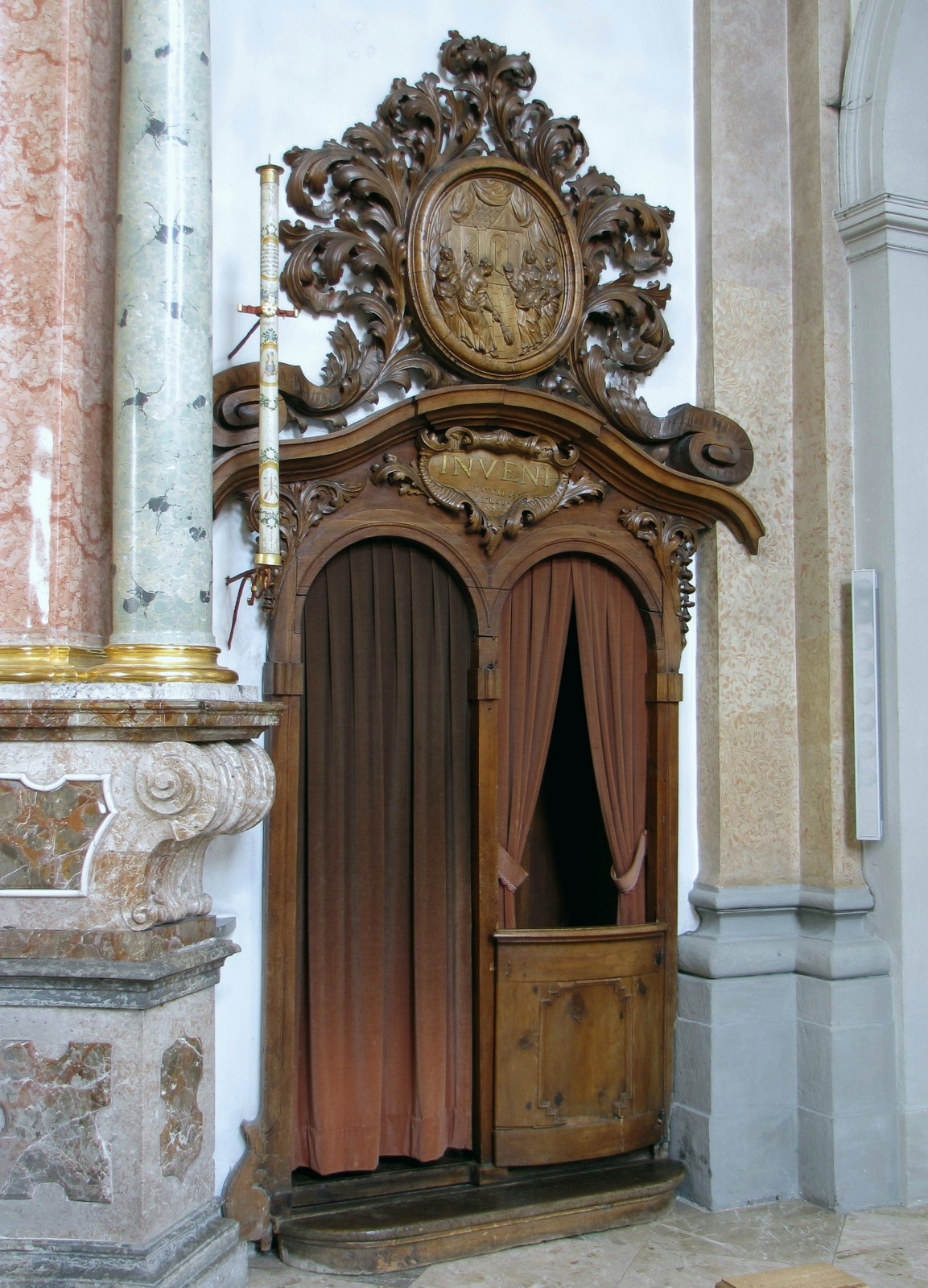
Beichtstuhl in St. Mang in Füssen

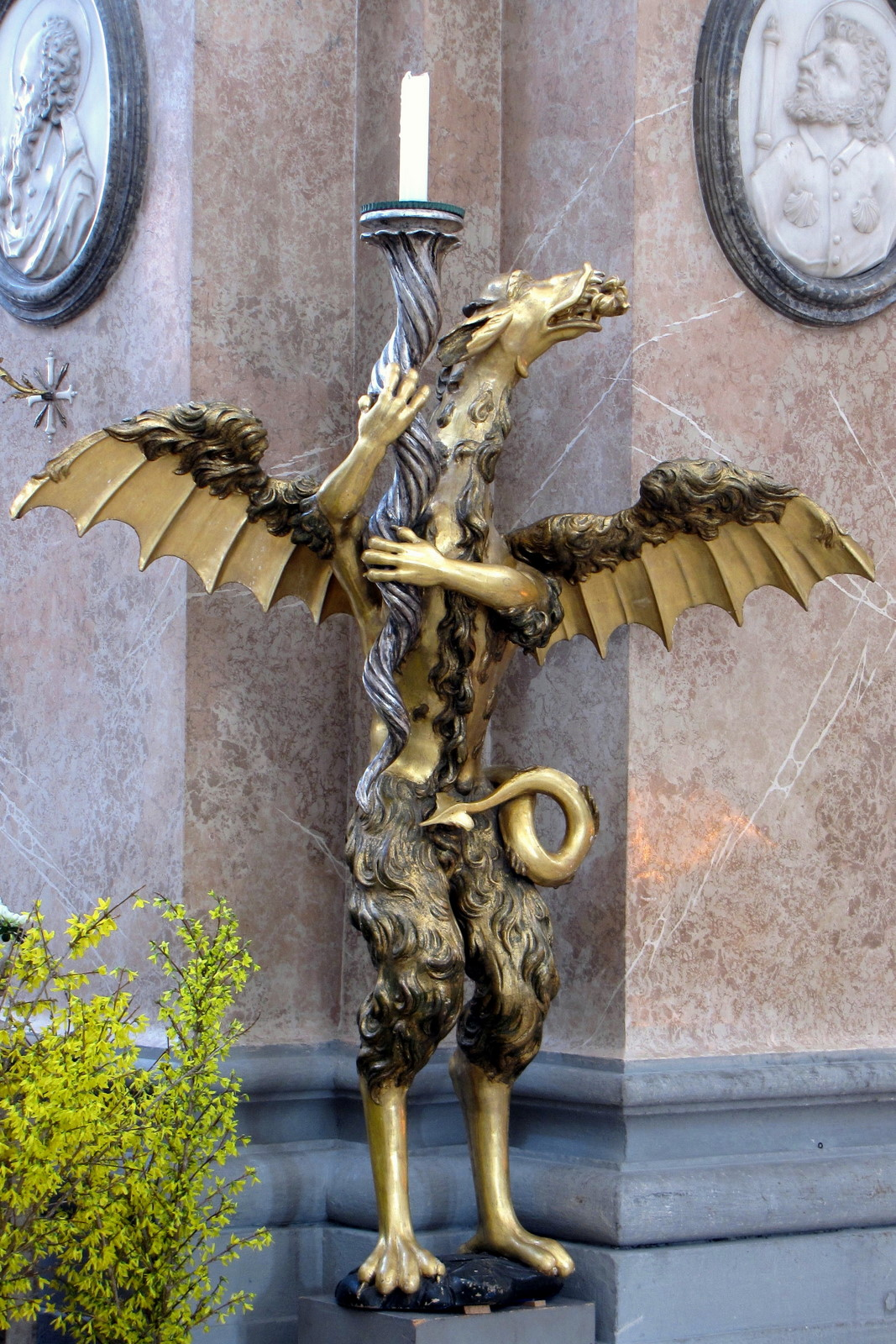
Drachenleuchter in St. Mang in Füssen

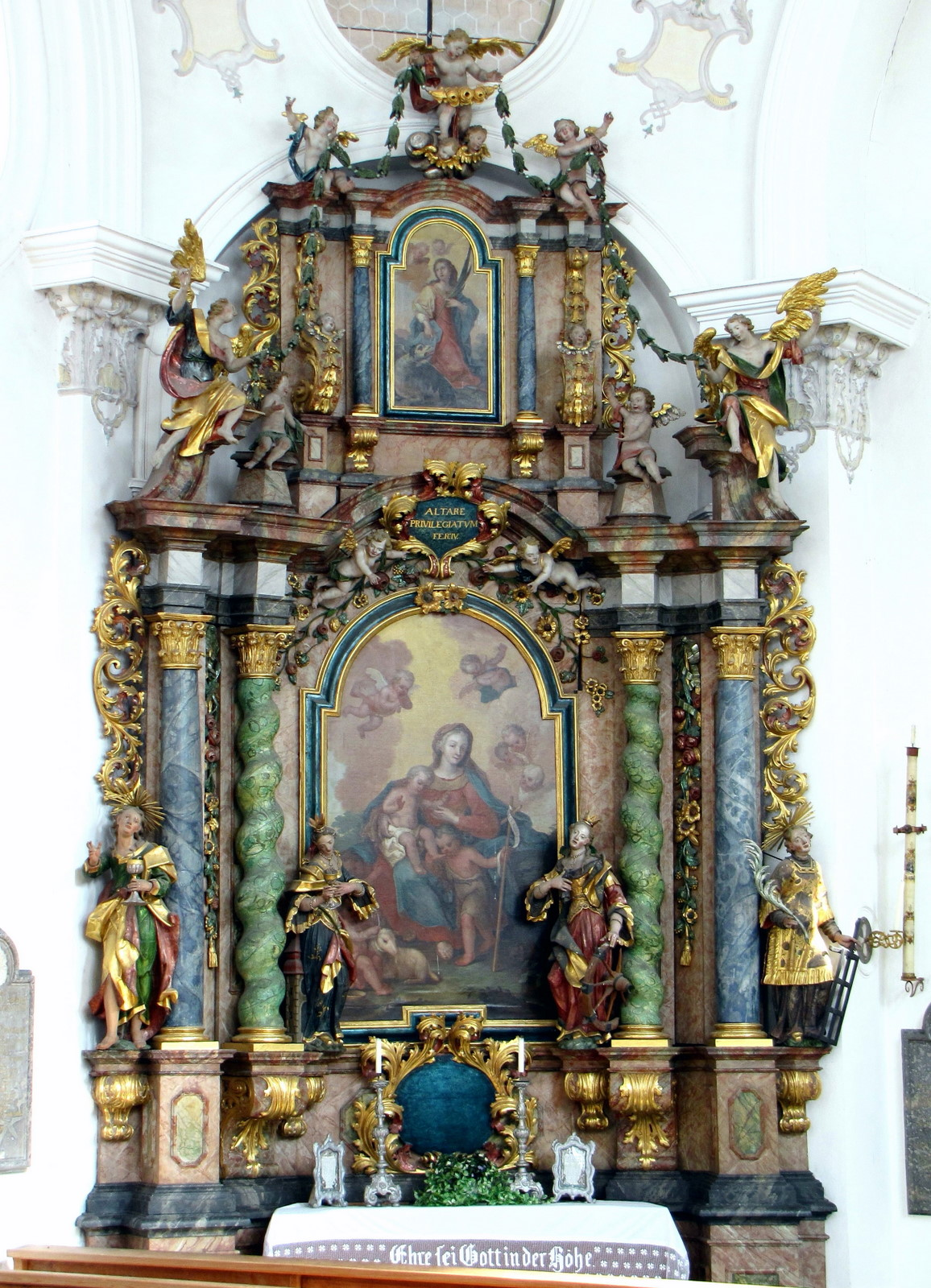
Seitenaltar in St. Sebastian in Füssen

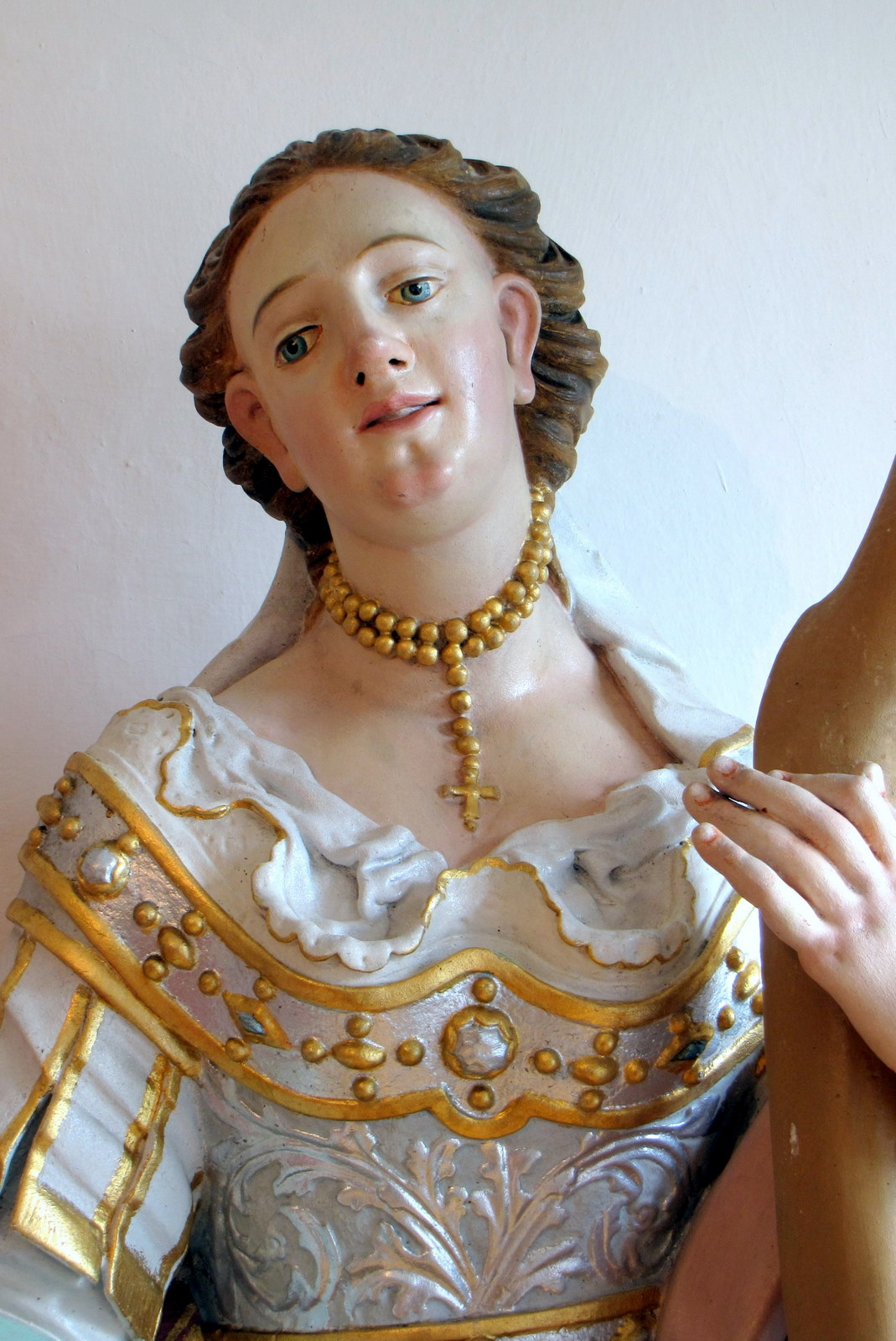
Hl. Afra in Hl. Kreuz in Steingaden

Über das Leben und die Tätigkeit von Thomas Seitz vor seiner Übersiedelung nach Füssen ist nichts bekannt. So wissen wir nicht einmal, wann und bei wem er seine Bildhauerlehre absolviert hat. Als möglicher Lehrmeister kommt auf Grund stilistischer Gemeinsamkeiten der Schongauer Bildhauer Johann Pöllandt infrage.
Im Jahr 1709 heiratete Seitz die ebenfalls aus Prem stammende Agnes Dopfer und ließ sich mit ihr 1710 in Eschach (jetzt Stadt Füssen) nieder. Dort wurden auch seine beiden Kinder Maria Barbara und Johann Paul geboren. Bei beiden war der Füssener Baumeister Johann Georg Fischer Taufpate. Später kam es aber zwischen Seitz und Fischer sogar zum Streit und zu gerichtlichen Auseinandersetzungen.
1714 übersiedelte Seitz mit seiner Familie nach Füssen-Faulenbach. Er bildete Lehrbuben aus und beschäftigte Gesellen. Trotzdem erreichte er nie die Anerkennung und das Ansehen wie z. B. Anton Sturm. Nach dem Tod seiner Frau im Jahr 1738 ging es mit dem Bildhauer auch geschäftlich bergab. 1741 musste er in Konkurs gehen. Er verließ Füssen und begab sich schließlich zu seinem Sohn Johann Paul Seitz nach Kaufbeuren, wo er im hohen Alter von 80 Jahren verstarb.

## Werk
Seitz arbeitete rund 30 Jahre lang fast ausschließlich im Tagelohn für das Füssener Kloster St. Mang. Die Art seiner Tätigkeit wird dabei in den meisten Fällen nicht genannt, so dass nur wenige seiner Arbeiten auch archivalisch ausdrücklich belegt sind. Überdies sind die Aufzeichnungen der Abtei lückenhaft.
Einige wenige Werke von Thomas Seitz ließen sich auch außerhalb von Füssen nachweisen, z. B. im Tiroler Breitenwang. Wir haben es hier mit einer der interessantesten und wichtigsten Arbeiten des Füssener Bildhauers zu tun! Denn in Breitenwang fertigte Thomas Seitz, zusammen mit dem völlig unbekannten Nikolaus Kaufmann, nicht nur die damals übliche Stuckdekoration. Die beiden Künstler schufen auch – in 10 stuckierten Medaillons der Hohlkehle beidseits der Langhausdecke – den höchst bemerkenswerten Totentanz in dieser Kirche.
Erwähnung verdient insbesondere auch die Vielseitigkeit von Thomas Seitz. Er bearbeitete Holz, Stein und Stuck gleichermaßen gut und entwarf wohl auch einzelne Ausstattungsstücke selbst.

## Werkverzeichnis
Archivalisch bezeugte Arbeiten sind durch den Zusatz (A) gekennzeichnet.
Arbeiten für St. Mang
- 1709/10 bis 1720 Umfangreiche Mitarbeit bei der Stuckierung von Kirche und Kloster
- ab 1717 Eichenwangen für die Kirchenbänke
- 1719 Laubwerk und Puttenköpfchen an der Kanzel (A)
- 1720 Pontifikalsessel (A)
- um 1720 Chorgestühl
- 1721 8 Kapitelle aus Laaser Marmor für den Tabernakel (A)
- 1723 Aufsätze für den Magdalenen- und den Michaelsaltar (A)
- ab 1723 8 Beichtstühle mit Reliefkartuschen
- 1724 2 Drachenleuchter und Drachenstühle (A)
- 1725 Figuren für die beiden Altäre von 1723 (A)
- ab 1726 Kapitelle aus Laaser Marmor für die Querhausaltäre (A)
- 1732/33 2 Altaraufsätze aus Holz, Zierrat, Engel und Putten für die marmornen Querhausaltäre
- 1734/35 Dekoration der Marmorkapelle (A)
- 1740 Figuren (4 große Putten, Magnus mit Drachen?)
- 1741 Kartusche für den Benediktusaltar (A)

Arbeiten außerhalb von St. Mang
- 1718 Missionskreuz in der Krippkirche St. Nikolaus in Füssen
- 1719 Renovierungsarbeiten in der Wallfahrtskirche St. Koloman in Schwangau (A)
- 1719 Stuckierung der Krippkirche St. Nikolaus in Füssen zusammen mit Paul Geyr und Johann Bader (A)
- 1719 Stuckierung der Friedhofskirche St. Anna in Kißlegg unter Leitung des jüngeren Johann Jakob Herkomer (A)
- um 1720 2 Seitenaltäre für die Krippkirche St. Nikolaus in Füssen
- um 1725 (?) Stuckierung der Pfarrkirche St. Walburga in Weißensee
- um 1725 Seitenaltäre in der Filialkirche St. Sebastian in Füssen
- um 1725 2 Seitenaltäre und Aufsatz für den Choraltar in der St.-Magnus-Kapelle in Lana-Gagers /Südtirol (A)
- 1728 (oder 1724-1726 ?) Stuckierung der Auferstehungskirche in Breitenwang bei Reutte/Tirol (A)
- 1728–1734 Stuckdekoration (?) und Altarfiguren in der Filialkirche Hl. Kreuz in Steingaden-Kreuzberg
- um 1730 (?) 2 Figuren am Choraltar der Pfarrkirche St. Alban in Geisenried
- 1741 Von Putten gehaltene Schnitzkartuschen an den beiden Seitenaltären der Pfarrkirche St. Georg in Rückholz (A)
- 1745 Mitarbeit (?) an den beiden Seitenaltären der Kongregations- und Wallfahrtskirche St. Cosmas und Damian in Kaufbeuren. (Bei diesen Altären handelt es sich um archivalisch belegte Arbeiten von Johann Paul Seitz.)
- 1757/58 Mitarbeit(?) am Apostelzyklus in der Stöttener Pfarrkirche St. Peter und Paul. (Die 12 Figuren sind ebenfalls für Johann Paul Seitz gesichert.)